# Psychotria lanceifolia
Espèce
Statut de conservation UICN

 VU D2 : Vulnérable
Psychotria lanceifolia K.Schum. est une espèce d'arbrisseaux du genre Psychotria dans la famille des Rubiaceae, endémique du Cameroun.

## Habitat
Elle se trouve généralement dans la forêt à feuilles persistantes de 0 à 1 600 m d'altitude, souvent à proximité de cours d'eau.

## Distribution
La description du taxon a longtemps reposé sur les échantillons collectés à Bipindi, dans la région du Sud, par Georg August Zenker en 1896. D'autres spécimens ont été signalés à la fin des années 1960 près de Kribi et dans les monts Bakossi. Comme on ne lui connaissait alors que ces trois localisations, l'espèce a été évaluée comme vulnérable (VU D2) selon les critères de l'UICN.

Dans l'intervalle d'autres sites ont été découverts, notamment au sud-ouest, à Mundemba, dans le parc national de Korup, à Bakundu, au lac Barombi Mbo, à Mamfé ; au Sud, dans la zone de Bipindi-Kribi-Ebolowa, à Memel II, Efoulan ; également dans l'Est à Somalomo et dans la réserve du Dja. Son statut pourrait donc être réévalué en VU B, voire A.